# Ladislav Kunte
Ladislav Kunte (22. dubna 1874, Čestín – 19. dubna 1945, Straubing) byl český katolický kněz, po vystoupení z církve novinář, politický činitel, sociolog a volnomyšlenkář, účastník I. a II. odboje. Patřil ke spoluzakladatelům Volné myšlenky a organizátorům předválečného protiklerikálního hnutí. Přispíval do časopisu Volná myšlenka a v její knižnici vydal velký počet svých prací, byl dlouholetým redaktorem Času. Je řazen ke stoupencům tzv. nového náboženství (podobně jako Otakar Kunstovný, Karel Pelant, atd.).

## Život

### Vzdělání
Jako nadaný pátý syn chudých rodičů z Čestína u Uhlířských Janovic odešel na přání matky studovat do Hradce Králové na gymnasium a do církevního semináře. Již na gymnasiu zjistil, že „vzdělání nevychází vstříc vývojovým potřebám studentů, nevychovává soudnost, rozum a charakter,… žák má povinnost se přizpůsobovat všemu, co se na něm žádá, vzdaluje se od života a světa“. Po odeznění dětské zbožnosti hlubokou víru v boha již nenalezl. Ač se vnitřně rozhodl pro světské vzdělání, ohledy k rodičům ho donutily absolvovat studium v semináři a vstoupit na dráhu katolického kněze. V roce 1902 obdržel od nadřízeného biskupa povolení ke studiu filosofie v Praze vázané na povinnost vykonávat duchovní úřad.

### Působení v katolické církvi
Po vysvěcení na kněze působil od září 1896 jako kaplan v Dobrušce. V srpnu 1900 byl po konfliktu vyvolaném hospodyní nadřízeného děkana Domašínského přeložen do Třebechovic. Obrnil se „vírou navenek“ a až nadšeným a vrcholně obětavým vykonáváním svých povinností kazatele a duchovního správce, což vysvětloval „potřebou ujednocení osobnosti člověka, především ujednocení mezi smýšlením a jednáním ... nelze trvale zůstávati pokrytcem“. Děsil ho vnitřní indiferentismus, který paradoxně považoval za „nejbezpečnější průpravu ke katolické víře“ a záruku dobrého bydla a vážnosti u věřících. V církvi hledal ideál mravní, realizaci Kristovy pravdy, mravní čistoty, sociální spravedlnosti a lásky. V době duchovní služby ve východních Čechách sympatizoval s hnutím katolické moderny, v němž se domníval spatřovat autokritiku církve, očišťování církevního života od klerikalismu, smíření moderní kultury a vědy s církví, kdy „pravda vědecká nebude odporovat pravdě náboženství“.  Byl též přitahován ideologií křesťanského socialismu, zejména jeho radikálnější odnože křesťanského demokratismu (kaplan E. Dlouhý-Pokorný, redaktor V. Myslivec). Od října 1902 do prosince 1905 působil jako prefekt (duchovní správce) v koleji Arnošta z Pardubic v Praze.

### Vystoupení z církve
Po mučivých mnohaletých úvahách řešil své dilema rozhodnutím „není střední cesty, buď kněz, anebo nekněz a nekatolík, kompromis mezi katolicismem a moderním názorem světovým není možný“. V roce 1904 bylo odhaleno, že pod pseudonymy Futurus a Vl. Nezmar, pod nimiž publikoval heretické články (např. časopis Rozhledy), se skrývá „klerikál“. 30. prosince 1905 rezignoval na místo duchovního správce v koleji Arnošta z Pardubic a požádal o přijetí do redakce časopisu Čas. Jak napsal ve své knize „Cesty, kterými jsem šel…“, 13. ledna 1906 ohlásil na smíchovském politickém úřadě, že vystupuje z katolické církve a nepřihlašuje se k žádnému státem uznanému vyznání. Kniha vyvolala nezměrnou nenávist katolických prelátů vůči osobě autora i ostré reakce veřejnosti. Kunte zvažoval přistoupení k Českobratrské církvi evangelické, ale nakonec tak neučinil.

### Organizace a působení
V letech 1906-1915 působil jako redaktor Času. Vlivem válečných událostí a referování Času o nich bylo v srpnu 1915 vydávání rakouskými úřady zastaveno (L. Kunte byl hlavním redaktorem, vlastníkem novin bylo v této době Tiskařské a nakladatelské družstvo „Pokrok“). Aktivně se zapojil do činnosti mezinárodní „Volné myšlenky“, byl dlouholetým členem vedení české sekce, v její knižnici hojně publikoval. V letech první světové války se angažoval v domácím protirakouském odboji, v rámci tzv. knoflíkové aféry byl odsouzen a v období 1916-1917 vězněn. V roce 1918 z hnutí vystoupil.
V letech 1920-1923 pracoval jako šéfredaktor obnoveného časopisu Čas, poté redaktor Národního osvobození. (T. G. Masaryk v Čapkových Hovorech vzpomíná, jak se s L. Kuntem na začátku první světové války setkával v redakci deníku Čas k přátelským politickým debatám o současné situaci.) V letech 1920–22 obnovil nakrátko časopis Čas, poté byl redaktorem Národního osvobození. V letech 1923-1929 byl na základě žádosti kanceláře prezidenta republiky a Ministerstva zahraničních věcí vysílán ke studiu dokumentů vídeňského Státního archivu za účelem studia problematiky hodnocení postojů vídeňské vlády k českému protihabsburskému a protiřímskokatolickému hnutí. Ve 20. letech se výrazně profiloval jako nositel a propagátor státní ideologie První československé republiky a spolupracovník T. G. Masaryka a E. Beneše. Po krátkém pobytu na odpočinku v rodném Čestíně na přelomu 20. a 30. let pokračoval v Praze v publicistické činnosti. Zapojil se do protifašistického odboje. Spolupracoval s ilegálním časopisem V boj, do něhož přispíval pod pseudonymem Čeněk Věrný. V roce 1940 byl zatčen, odsouzen německým „lidovým soudem“ v Berlíně k 7 letům káznice a vězněn v káznici v Ebrachu. Zde začátkem r. 1945 těžce onemocněl a při evakuaci vězňů těsně před koncem války 19. dubna zemřel..

### Názorový vývoj
V době před vystoupením z církve byl L. Kunte radikálním ateistickým kritikem, chápajícím náboženství jako přímý protiklad filosofie. Zpočátku nesouhlasil s T. G. Masarykem a jeho pojetím boha v sobě, ani s pojetím a významem české reformace. Zastával (viz tzv. setkání dvou kaplanů s TGM v roce 1902) radikální názor, že náboženství je mumifikovaným přežitkem minulých dob. „Současný vývoj společenský se děje ve znamení emancipace od idejí náboženských, od nerozumné racionalistiky a superracionalistiky církevních dogmat a od nemorálních vlivů církevní morálky“. Posléze přistoupil k vyhodnocení náboženství pod historickým úhlem pohledu a pojal tento fenomén jako „jev sociální, základní složku národnosti, vlastní její jádro; výraz povahy národa“. Široce pojaté hnutí české reformace vyložil jako výraz duševní a politické samostatnosti národa, navazování na toto dědictví bude pak probuzením češství a povede k národnímu znovuobrození a svébytnosti, jehož nositelem se stane český politický realismus. Odmítání náboženství L. Kuntem se tak vyvinulo v popírání katolictví jako ideologie národní hanby a poroby, „římské lži a cizoty“ v mnohém zachované v charakteru národa a jeho jednání. Práce též obsahují úvahy o analogiích mezi působením nacionalismu a náboženství, kdy „nacionalismus je víra, kult národa, národ je pro vlastence božstvem“, apod.
V syntetické pozdější práci Vznik nového náboženství (1920) rozvinul výklad náboženství jako výraz potřeb individuálního i společenského života. Tyto potřeby se v čase mění, podléhají vývoji, ale nezanikají. Tak se i náboženství vyvíjí a mění, zanikají jeho časově podmíněné formy, konkrétní historické útvary. Náboženství plní funkce, které nemůže převzít ani věda („víra je syntéza objektivně citová a doplňuje syntézu objektivně rozumovou“). S náboženstvím je nerozlučně spjata morálka; je nutno odlišovat mravní pravidla (morálku) od jejich závaznosti (náboženství) a mravní síly potřebné k jejich uskutečnění. Domníval se, že morálka odpoutaná od závislosti může existovat pouze v přechodném stadiu odumírání starých náboženských forem, kdy nové náboženství ještě není hotovo. To je případ současné mravní krize: jedním jejím příznakem je „trvání přežilých věr“, druhým úsilí o nový princip závaznosti mravních pravidel – hledání nového náboženství. V kultuře (v širokém pojetí forem společenského života) své doby spatřoval přítomnost prvků nového náboženství i silné tendence je vytvořit. V rámci diskuse české odnože Volné myšlenky se vyslovoval pro zachování pojmu náboženství; tato i „jinak přezvaná psychická skutečnost bude v životě jednotlivců i lidských společností vždy míti funkci touž, jakou mívalo náboženství dřívější a bude tudíž sama zase jen – náboženstvím“.

## Dílo
Přehled děl Ladislava Kunte. Další používaná jména autora: Futurus (pseudonym), Vladimír Nezmar (pseudonym).
- Základ otázky sociální a národnostní 1899, Politické družstvo tiskové / Časové úvahy, roč. 3., č. 9. V Hradci Králové, 20 s.
- Idee, inteligence a strany: Futurus. 1904,  J. Pelcl, Praha, 59 s.
- Cesty, kterými jsem šel… V Praze 1906. Tiskem E. Beauforta. Nákladem „Času“, 362 s.
- Mistr Jan Hus: S vyobr. rod. domku a rodné světnice M. J. Husa v Husinci. 1910, 2. vyd.  Volná myšl. / Knih. Volné myšlenky, 19, Praha, 22 s.
- Církev a škola. 1910. Volná myšlenka / Knihovna Volné myšlenky, č. 27, Praha, 49 s.
- Socialisace: zásady reálného socialismu 1919, Gustav Dubský, Praha, 136 s.
- Vznik nového náboženství. 1920, Smíchov: Minařík, Kvasnička a Hampl / Poučné spisy Země, sv. 7, Praha, 210 s.
- Náboženství, socialism, národ: sociologické stati o podstatě náboženství a jeho praxi ve společenském životě. 1923, Melantrich / Knihovna sociálních otázek, sv. 3. Praha, 117 s.
- Boj o Hrad. 1926, Svaz národ. osvobození / Knihovna Svazu národního osvobození, sv. 35. Praha, 53 s.
- Pan Vrzalík "rehabilituje" rukopisy: příspěvek k charakteristice nejnovější kampaně pro revisi rukopisné otázky. 1935, Svaz národního osvobození / Knihovna Svazu národního osvobození, sv. 102. Praha, 64 s.
- Osobnost Jana Herbena: (studie o povaze a charakteru velkého novináře) 1937, Volná myšlenka. V Praze, 37 s.

## Pamětní místa spojená s Ladislavem Kuntem

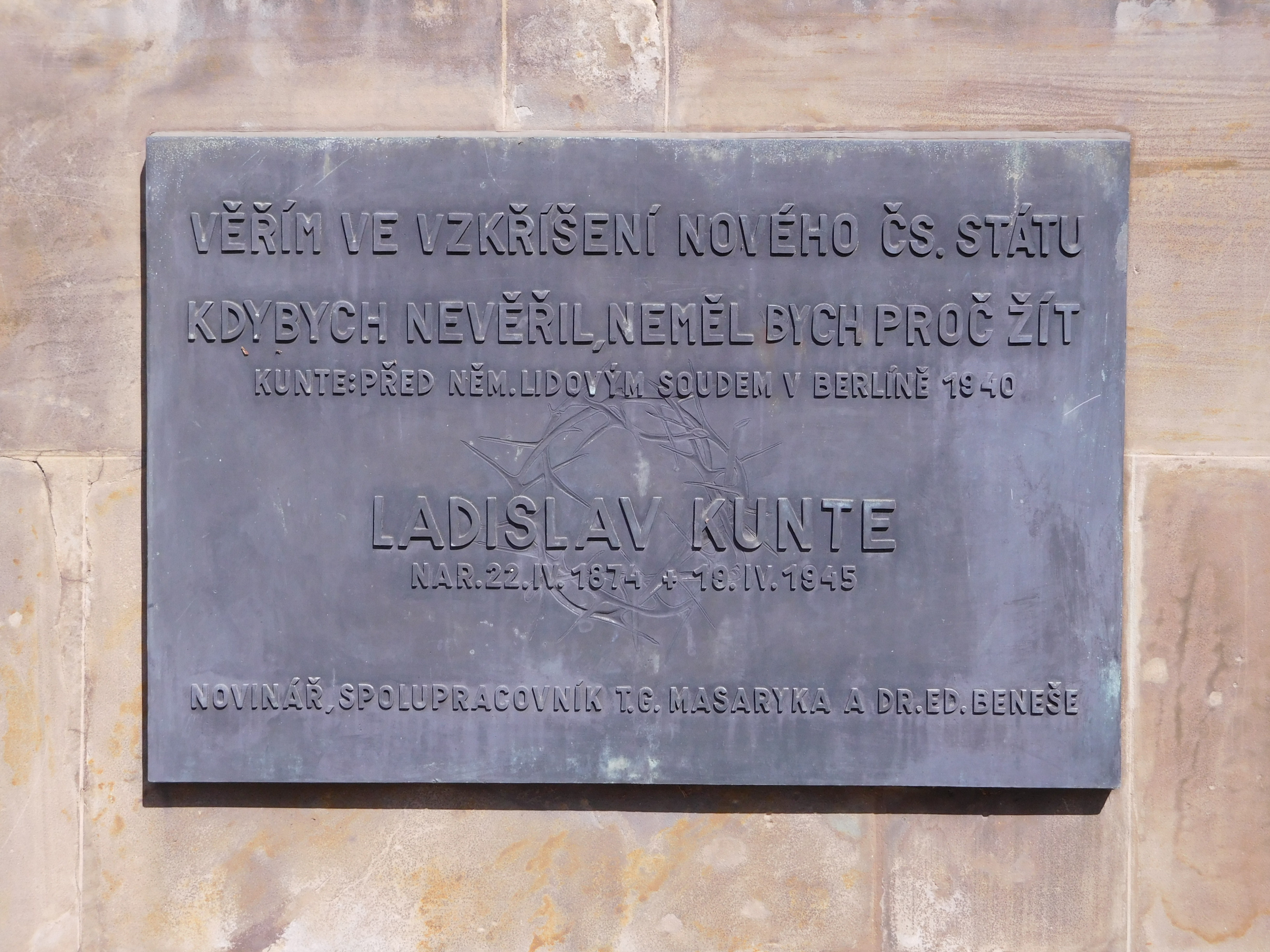
Pamětní deska v Praze-Modřanech

1. Na boční stěně podstavce památníku padlých v ulici U Modřanské školy Praha 4 je pamětní deska s textem: „Věřím ve vzkříšení nového čs. státu. Kdybych nevěřil, neměl bych proč žít. Kunte před něm. lidovým soudem v Berlíně 1940. Ladislav Kunte nar. 22. IV. 1874 †19. IV. 1945 Novinář, spolupracovník T. G. Masaryka a Dr. Ed. Beneše“[10]
2. Památník obětí okupace obyvatel Komořan na rohu ulice Na Šabatce v Praze 4, Komořanech
3. Pomník Obětem válek umístěný před obecním úřadem v Čestíně